# 香港測量師學會
香港測量師學會（英語：The Hong Kong Institute of Surveyors），於1984年4月由85位成員發起成立，是香港唯一依法例而設立的測量專業組織。截至2021年4月，會員人數達10,679人，其中逾7,280人為正式會員，另設有副會員、見習測量師、學生等會籍。學會首屆會長為簡福飴測量師。
學會的工作包括制訂專業服務的標準、包括制訂專業守則、釐訂加入專業測量師行列的要求，以及鼓勵會員透過持續專業進修提升專業技能。為建立並維持會員高水平的專業能力，學會透過教育委員會，經常詳細審閱、認可及檢討接納學員入會的學術資格；制訂、執行及控制學會專業會員的資格檢定機制；同時組織並推廣會員測量師的持續專業發展。
香港測量師學會在政府政策及影響測量專業的議題方面擔當重要的諮詢角色，並十分關注影響測量專業的事務。學會曾就衆多問題包括土地供應、違例建築工程（樓宇僭建問題）、樓宇安全運動、物業管理問題、城市規劃及發展策略、工程質量、建築質素及房屋問題等事宜向政府作出建議。學會會員協助修訂標準建築合約文件，以規範其格式，並就樓宇面積的量度標準發出指引。學會與澳洲、加拿大、中國、日本、紐西蘭、新加坡及英國的專業測量及估值學會簽訂互認協議，認可彼此的會員資格。此外，香港測量師學會是多個具領導地位的國際測量組織的成員。

## 歷史
香港測量專業的歷史要追溯至1843年，當時首位政府測量總監正式上任。於60年代，香港工業專門學院（即香港理工大學前身）開始提供測量專業文憑課程。時至今日，香港已有四間大學，包括香港大學、香港理工大學、香港城市大學及香港高等教育科技學院，提供測量專業學位課程，而只有理工大學唯一提供土地測量及測量學兩種課程。
簡福飴測量師與多名同業相信，為本地測量師成立一個專業組織有其價值，並認為有需要促進行業發展。香港測量師學會於1984年成立，創會會員人數為85名。在此之前，代表香港測量師業界的是英國皇家特許測量師學會。
學會於1990年1月根據《香港測量師學會條例》（香港法例第1148章）成為法定組織。1991年7月，《測量師註冊條例》（香港法例第417章）獲得香港立法局通過，並成立測量師註冊管理局管理測量師註冊事宜。學會的總部最初設於前太古大廈（現重建為遮打大廈），其後於1998年遷往怡和大廈。現時位於上環永安中心的辦事處自2013年起投入運作。
香港測量師學會會員人數不斷增加，學會經常舉辦講座和課程，這都有助加強學會在業界的影響力和地位。業界和學會的未來發展依重本地大學學位相關課程的擴展，以確保業界和學會的發展與所有物業相關專業維持步伐一致。

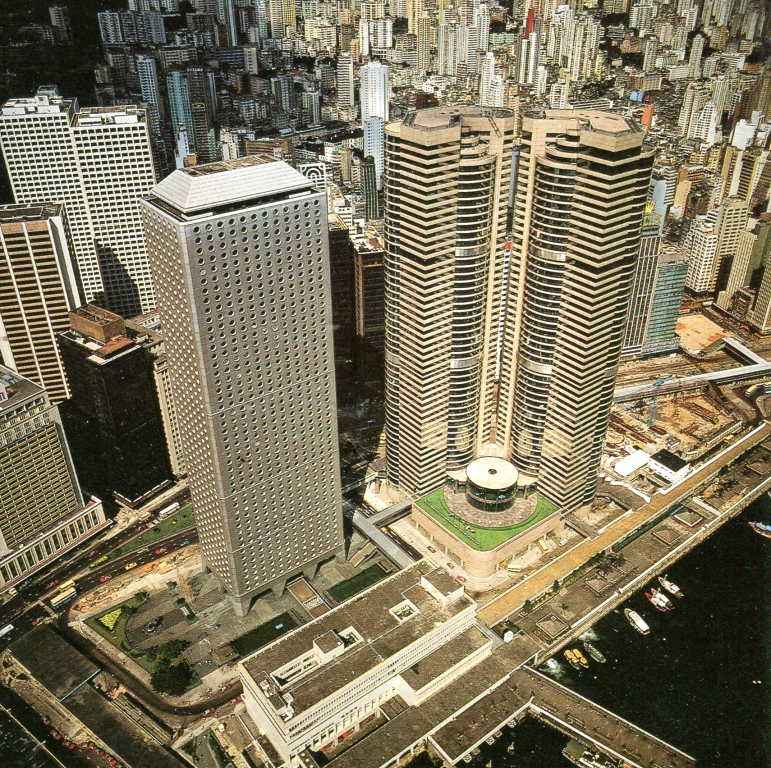
香港測量師學會由1998年至2013年會址位於中環怡和大廈

### 里程碑
| 時間       | 事項 |
| ---------- | --- |
| 1984年4月  | 香港測量師學會於1984年4月26日依法成立及註冊                                                                    |
| 1985年7月  | 太古大廈會址開幕                                                                                               |
| 1990年1月  | 通過《香港測量師學會條例》                                                                                     |
| 1991年4月  | 香港測量師學會與香港土地測量師學會（HKILS）合併                                                                |
| 1991年5月  | 與英國皇家特許測量師學會（RICS）簽訂互認協議                                                                   |
| 1991年7月  | 通過《測量師註冊條例》，測量師註冊管理局成立                                                                   |
| 1994年2月  | 與澳大利亞房地產學會簽訂互認協議                                                                               |
| 1995年8月  | 《土地測量條例》正式制定；條例內訂明，在有關土地界線測量的實務守則上，香港測量師學會是指定的諮詢法體           |
| 1996年5月  | 加入亞太區工料測量師協會，成會創會會員                                                                         |
| 1996年12月 | 學會首個網站正式啟用                                                                                           |
| 1996年12月 | 成為國際造價工程委員會成員                                                                                     |
| 1997年9月  | 英國皇家測量師學會（香港分會）解散，香港測量師學會成為唯一代表香港測量師的專業團體                             |
| 1997年11月 | 與新加坡測量師及估價師學會簽訂互認協議                                                                         |
| 1998年7月  | 香港測量師學會會址遷往怡和大廈                                                                                 |
| 1998年11月 | 與英國皇家特許測量師學會簽訂合作協議                                                                           |
| 2000年9月  | 前會長（1996/1997）劉炳章測量師獲選為第三屆立法會（2000年-2004 年）建築、測量及都市規劃功能界別議員            |
| 2001年6月  | 成為專業聯合中心成員                                                                                           |
| 2001年11月 | 成為香港專業聯盟成員                                                                                           |
| 2002年11月 | 成為環保建築專業議會創會會員                                                                                   |
| 2003年1月  | 成為世界建築監督組織（World Organisation of Building Officials）成員                                           |
| 2003年1月  | 修改章程及則例：將Associates稱號更改為Members（MHKIS）                                                         |
| 2003年10月 | 修改章程及則例：推出技術會籍及成立持續發展委員會                                                               |
| 2003年11月 | 與新西蘭房地產學會及中國房地產估價師學會簽訂互認協議                                                           |
| 2003年11月 | 主辦第七屆東南亞地區測量研討會（The 7th South East Asian Survey Congress）                                     |
| 2004年4月  | 位於怡和大廈的測量師學會中心投入服務                                                                           |
| 2004年4月  | 香港測量師學會成立二十週年                                                                                     |
| 2004年11月 | 成為亞洲測量師聯盟（Surveyors' Alliance Asia）創會伙伴機構                                                     |
| 2005年5月  | 與中國建設工程造價管理協會簽訂互認協議                                                                         |
| 2005年11月 | 與英國皇家特許測量師學會簽訂會籍互認備忘，並取代1998 年簽訂的合作協議                                          |
| 2006年2月  | 取得「同心展關懷」標誌                                                                                         |
| 2006年6月  | 與中國建設監理協會簽訂互認協議                                                                                 |
| 2007年5月  | 主辦FIG全會及工作週會議                                                                                        |
| 2007年6月  | 與澳大利亞工料測量師學會及紐西蘭工料測量師學會簽訂互認協議                                                     |
| 2008年3月  | 與日本建築積算協會簽訂互認協議                                                                                 |
| 2008年6月  | 與加拿大工料測量師學會簽訂互認協議                                                                             |
| 2008年8月  | 首批香港測量師學會工料測量組會員註冊成為中國註冊造價工程師（香港地區）                                         |
| 2009年4月  | 香港測量師學會成立二十五週年                                                                                   |
| 2009年6月  | 與中國建設工程造價管理協會（CECA）簽訂互認協議                                                                 |
| 2010年4月  | 與土木工程測量師學會簽訂有關本會工料測量組及其商業管理領域的互認協議                                           |
| 2010年7月  | 成為聯合調解專線辦事處有限公司創會成員                                                                         |
| 2011年7月  | 修改章程及則例：改善會籍架構及取錄機制                                                                         |
| 2012年6月  | 專業測量師採用「Sr」作為測量師的英文縮寫和在中文名字後加上「測量師」稱謂                                       |
| 2012年7月  | 前會長（1995/1996）梁振英測量師當選為香港特別行政區第四屆行政長官，由2012 年 7 月 1 日起任期五年               |
| 2012年8月  | 與土木工程測量師學會簽訂有關本會土地測量組及其空間工程領域的互認協議                                           |
| 2012年9月  | 前會長（2003/2004）謝偉銓測量師當選為第五屆立法會（2012年-2016 年）建築、測量及都市規劃界功能組別議員          |
| 2013年1月  | 香港測量師學會會址遷往永安中心                                                                                 |
| 2013年3月  | 與土木工程測量師學會續訂有關本會工料測量組專業會員和資深專業會員，以及該會商務管理領域合資格會員的資格互認協議 |
| 2013年8月  | 成為香港調解資歷評審協會有限公司成員                                                                           |
| 2013年11月 | 學會於北京市海淀區開設首間國內辦事處                                                                           |
| 2014年4月  | 香港測量師學會成立三十週年                                                                                     |
| 2014年11月 | 成為亞洲測量師聯盟三位創會會員之一（另外兩位為新加坡測量師及估價師學會及馬來西亞測量師學會）                   |
| 2015年10月 | 與中國建設工程造價管理協會簽訂第二份補充互認協議                                                               |
| 2015年8月  | 舉辦第一屆「測量師帶你行街Guide」社區活動                                                                      |
| 2016年3月  | 再次舉辦「測量師帶你行街Guide」，是次活動為「欣賞香港」運動之一                                                |
| 2016年4月  | 與土木工程測量師學會續訂有關本會工料測量組專業會員和資深專業會員，以及該會商務管理領域合資格會員的資格互認協議 |
| 2019年4月  | 香港測量師學會成立三十五週年                                                                                   |
| 2024年4月  | 香港測量師學會成立四十週年                                                                                     |
| 2024年12月 | 香港測量師學會會址遷往世貿中心                                                                                 |

## 組織
理事會負責監督香港測量師學會及其轄下組織的功能及活動，包括專業組別、青年組、會籍委員會、教育委員會、專業發展委員會、測量師時代編輯委員會、Surveying and Built Environment（測量及建築環境）編輯委員會，各工作小組和專責小組，以及執行理事會。理事會、各組別理事會及委員會由會員義務營運，並由香港測量師學會秘書處支援。

## 專業組別
香港測量師學會的會員按專業範疇分為六個組別，分別為：
- 建築測量組（Building Surveying Division）  建築測量師是勘測建築物的專才，服務範圍包括：就法律訂明的限制條件提供技術顧問服務、在發展項目中代表項目注資人負責發展顧問及工程項目監理工作、在發展階段負責項目管理、而在現有建築物勘測私人及公共樓房安全檢驗、維修管理。

- 產業測量組（General Practice Division）  產業測量師為憑著專業技能及知識，對如何發展、使用及管理物業的細節瞭若指掌，能為客戶提供具實效的意見；其工作涉及產業的規劃、發展、用途、管理以至土地及樓宇估價，為客戶代理以私人協商、招標或拍賣方式租售物業，並處理物業投資的財務及經濟事務。

- 土地測量組（Land Surveying Division）   土地測量師積極參與各類發展項目，包括劃定地界、利用測量結果繪製地圖等；致力使無數人跡罕至及未開發的地區發展成為繁盛的工商業城鎮，因此與人類的文明發展有著莫大的關係。

- 工料測量組（Quantity Surveying Division）   工料測量師在房屋建造、土木工程、城市發展、以至礦務及等各類工程上提供初步成本諮詢成本計劃、招標文件的制訂及商議承包價、建築合約的制訂和管理、工程費的開支預算及成本控制、工程策劃及管理、仲裁建築合約糾紛和建築工程保險損失估值等等。

- 規劃及發展組（Planning and Development Division）   規劃及發展測量師提供一系列有關城市規劃和物業發展的專業服務；除了作出物業發展可行性研究以外，他們更擅長於演繹土地契約條款，能提出如何符合土地契約條款或對條款作出修訂的建議；同時能替土地擁有者向地政署提出修訂地契交回、重批的申請、商討土地條款以至完成地契土地契約簽署的整套的服務。

- 物業設施管理組（Property and Facility Management Division）   物業及設施管理師測量師主要提供廣泛物業及設施管理。在用家要求日高的社會，高質素的專業管理服務，實為維持及提高物業價值的不可或缺元素。物業及設施管理測量師能為客戶管理各類物業，代與租戶商討租金修訂、租約續期及物業轉租事務，並就物業翻修及重建等事宜提供意見。

## 會籍
香港測量師學會的會籍分為四級：由名譽會員（Hon. FHKIS）組成的名譽會員級、由資深專業會員（FHKIS）和專業會員（MHKIS）組成的專業會員級、由副會員（AMHKIS）組成的技術會員級及由見習測量師和學生組成的培訓會員級，其中專業會員和資深專業會員均屬正式會員。
學會的會員按專業分為六個不同組別，包括建築測量、產業測量、土地測量、工料測量、規劃及發展和物業設施管理。香港測量師學會亦有青年組，由40歲以下的會員組成。學生和見習測量師亦屬於青年組。
香港測量師學會大部分會員均透過完成專業評核試成為會員。申請人必須完成修讀由香港測量師學會認可的大學測量專業學位課程，然後加入香港測量師學會成為見習測量師，其後，必須在專業測量師指導下進行不少於兩年的在職專業工作實習。實習期滿，考生可以向學會報考「專業評核試」(Assessment of Professional Competence，簡稱 APC) 作為最後評核。
持有海外專業測量學會認可資格的測量師亦可透過互認協議申請成為學會的會員。

## 國際事務

### 資格互認協議
香港測量師學會與下列海外組織訂立了資格互認協議︰
- 澳大利亞工料測量師學會（AIQS）
- 澳大利亞房地產學會（API）
- 日本建築積算協會（BSIJ）
- 加拿大工料測量師學會（CIQS）
- 土木工程測量師學會（CICES）
  - 工料測量組和商業管理小組之互認協議於2010年4月7日簽訂
  - 土地測量組和地理工程小組之互認協議於2012年8月3日簽訂
  - 工料測量組和商業管理小組之更新協議於2013年3月25日簽訂
  - 工料測量組和商業管理小組之更新協議於2016年4月22日簽訂
  - 土地測量組和地理工程小組之互認協議於2019年4月24日簽訂
  - 工料測量組和商業管理小組之更新協議於2021年4月22日簽訂

- 中國建設監理協會（CAEC）
- 中國建設工程造價管理協會（CCEA）
- 中國房地產估價師與房地產經紀人學會（CIREA）
- 紐西蘭工料測量師學會（NZIQS）
- 新西蘭房地產協會（PINZ）
- 新加坡測量師及估價師學會（SISV）
- 皇家特許測量師學會 (RICS)

### 國際組織成員
香港測量師學會為下列國際組織的成員︰ 
- 國際造價工程委員會（ICEC）
- 國際攝影測量及遙控感應協會（ISPRS）
- 國際估價標準委員會（IVSC）
- 太平洋工料測量師協會（PAQS）
- 世界建築監督組織（WOBO）

## 歷屆會長
| 年度    | 會長名稱           |
| ------- | ------------------ |
| 1984/86 | 簡福飴測量師       |
| 1986/87 | 林濬測量師         |
| 1987/89 | 劉紹鈞測量師       |
| 1989/90 | Sr Raymond A Bates |
| 1990/91 | 梁守肫測量師       |
| 1991/92 | 鄔滿海測量師       |
| 1992/93 | 張皓生測量師       |
| 1993/95 | Sr Michael R Mann  |
| 1995/96 | 梁振英測量師       |
| 1996/97 | 劉炳章測量師       |
| 1997/98 | 黃天元測量師       |
| 1998/99 | 黃山測量師         |
| 1999/00 | 吳恒廣測量師       |
| 2000/01 | 廖凌康測量師       |
| 2001/02 | 陳克測量師         |
| 2002/03 | 陳佐堅測量師       |
| 2003/04 | 謝偉銓測量師       |
| 2004/05 | 張達棠測量師       |
| 2005/06 | 黃仲衡測量師       |
| 2006/07 | 陳旭明測量師       |
| 2007/08 | 余錦雄測量師       |
| 2008/09 | 梁立基測量師       |
| 2009/10 | 鄒廣榮教授測量師   |
| 2010/11 | 黃比測量師         |
| 2011/12 | 劉詩韻測量師       |
| 2012/13 | 賴旭輝測量師       |
| 2013/14 | 郭志和測量師       |
| 2014/15 | 何鉅業測量師       |
| 2015/16 | 劉振江測量師       |
| 2016/17 | 何國鈞測量師       |
| 2017/18 | 郭岳忠測量師       |
| 2018/19 | 梁家棟博士測量師   |
| 2019/20 | 蕭慧儀測量師       |
| 2020/21 | 鄧海坤測量師       |
| 2021/22 | 趙錦權測量師       |
| 2022/23 | 黃國良測量師       |
| 2023/24 | 林家輝測量師       |
| 2024/25 | 梁志添測量師       |

## 刊物
香港測量師學會出版兩份期刊，分別為《測量師時代》及《Surveying and Built Environment(測量及建築環境)》。
《測量師時代》 （页面存档备份，存于）乃香港測量師學會的官方刊物。
《Surveying and Built Environment (測量及建築環境)》 （页面存档备份，存于）為香港測量師學會出版之刊物，刊載測量行業最新知識。另有其他刊物 （页面存档备份，存于）出售或供免費下載。

## 外部連結
- 香港測量師學會官方網址
- 香港測量師學會建築測量組網址
- 香港測量師學會產業測量組網址
- 香港測量師學會土地測量組網址
- 香港測量師學會規劃及發展組網址
- 香港測量師學會物業設施管理組網址
- 香港測量師學會工料測量組網址
- 香港測量師學會青年組網址